# ودرنیکوفسکی
ودرنیکوفسکی (انگلیسی: Vedernikovsky) یک شهرک در شهرستان استرلیتاماکسکی استان باشقیرستان کشور روسیه است.